# Piro
Piro é um cidade no distrito de Bhojpur, no estado indiano de Bihar.

## Geografia
Piro está localizada a 25° 20′ N, 84° 25′ L. Tem uma altitude média de 72 metros (236 pés).

## Demografia
Segundo o censo de 2001, Piro tinha uma população de 25.638 habitantes. Os indivíduos do sexo masculino constituem 53% da população e os do sexo feminino 47%. Piro tem uma taxa de literacia de 56%, inferior à média nacional de 59,5%: a literacia no sexo masculino é de 65% e no sexo feminino é de 45%. Em Piro, 18% da população está abaixo dos 6 anos de idade.